# Denver Broncos 1972
La stagione 1972 dei Denver Broncos è stata la 3ª della franchigia nella National Football League, la 13ª complessiva e la prima con John Ralston come capo-allenatore.

## Calendario
| Stagione regolare |                       |           |                                 |        |
| Turno             | Avversario            | Risultato | Stadio                          | Record |
| 1                 | Houston Oilers        | V 30–17   | Mile High Stadium               | 1–0    |
| 2                 | at San Diego Chargers | S 14–37   | San Diego Stadium               | 1–1    |
| 3                 | Kansas City Chiefs    | S 24–45   | Mile High Stadium               | 1–2    |
| 4                 | at Cincinnati Bengals | S 10–21   | Riverfront Stadium              | 1–3    |
| 5                 | Minnesota Vikings     | S 20–23   | Mile High Stadium               | 1–4    |
| 6                 | at Oakland Raiders    | V 30–23   | Oakland–Alameda County Coliseum | 2–4    |
| 7                 | Cleveland Browns      | S 20–27   | Mile High Stadium               | 2–5    |
| 8                 | at New York Giants    | S 17–29   | Yankee Stadium                  | 2–6    |
| 9                 | at Los Angeles Rams   | V 16–10   | Los Angeles Memorial Coliseum   | 3–6    |
| 10                | Oakland Raiders       | S 20–37   | Mile High Stadium               | 3–7    |
| 11                | at Atlanta Falcons    | S 20–23   | Atlanta–Fulton County Stadium   | 3–8    |
| 12                | at Kansas City Chiefs | S 21–24   | Arrowhead Stadium               | 3–9    |
| 13                | San Diego Chargers    | V 38–13   | Mile High Stadium               | 4–9    |
| 14                | New England Patriots  | V 45–21   | Mile High Stadium               | 5–9    |

## Classifiche
| AFC West           | AFC West | AFC West | AFC West | AFC West | AFC West | AFC West | AFC West | AFC West | AFC West |
|                    | V        | S        | P        | %        | DIV      | CONF     | PF       | PS       | Str.     |
| ------------------ | -------- | -------- | -------- | -------- | -------- | -------- | -------- | -------- | -------- |
| Oakland Raiders    | 10       | 3        | 1        | .750     | 3–2–1    | 7–3–1    | 365      | 285      | V6       |
| Kansas City Chiefs | 8        | 6        | 0        | .571     | 4–2      | 6–5      | 287      | 254      | V3       |
| Denver Broncos     | 5        | 9        | 0        | .357     | 2–4      | 4–6      | 325      | 350      | V2       |
| San Diego Chargers | 4        | 9        | 1        | .321     | 2–3–1    | 4–6–1    | 264      | 344      | S3       |